# 上菅駅
上菅駅（かみすげえき）は、鳥取県日野郡日野町上菅字内原にある西日本旅客鉄道（JR西日本）伯備線の駅である。

## 歴史
- 1925年（大正14年）4月1日：鉄道省伯備北線（現・伯備線）生山駅 - 黒坂駅間に新設[1]。
- 1928年（昭和3年）10月25日：伯備北線が伯備線の一部となり、当駅もその所属となる。
- 1963年（昭和38年）2月1日：貨物取扱廃止[1]。
- 1971年（昭和46年）2月1日：荷物扱い廃止[2]。
- 1987年（昭和62年）4月1日：国鉄分割民営化に伴い、JR西日本の駅となる[1]。

## 駅構造

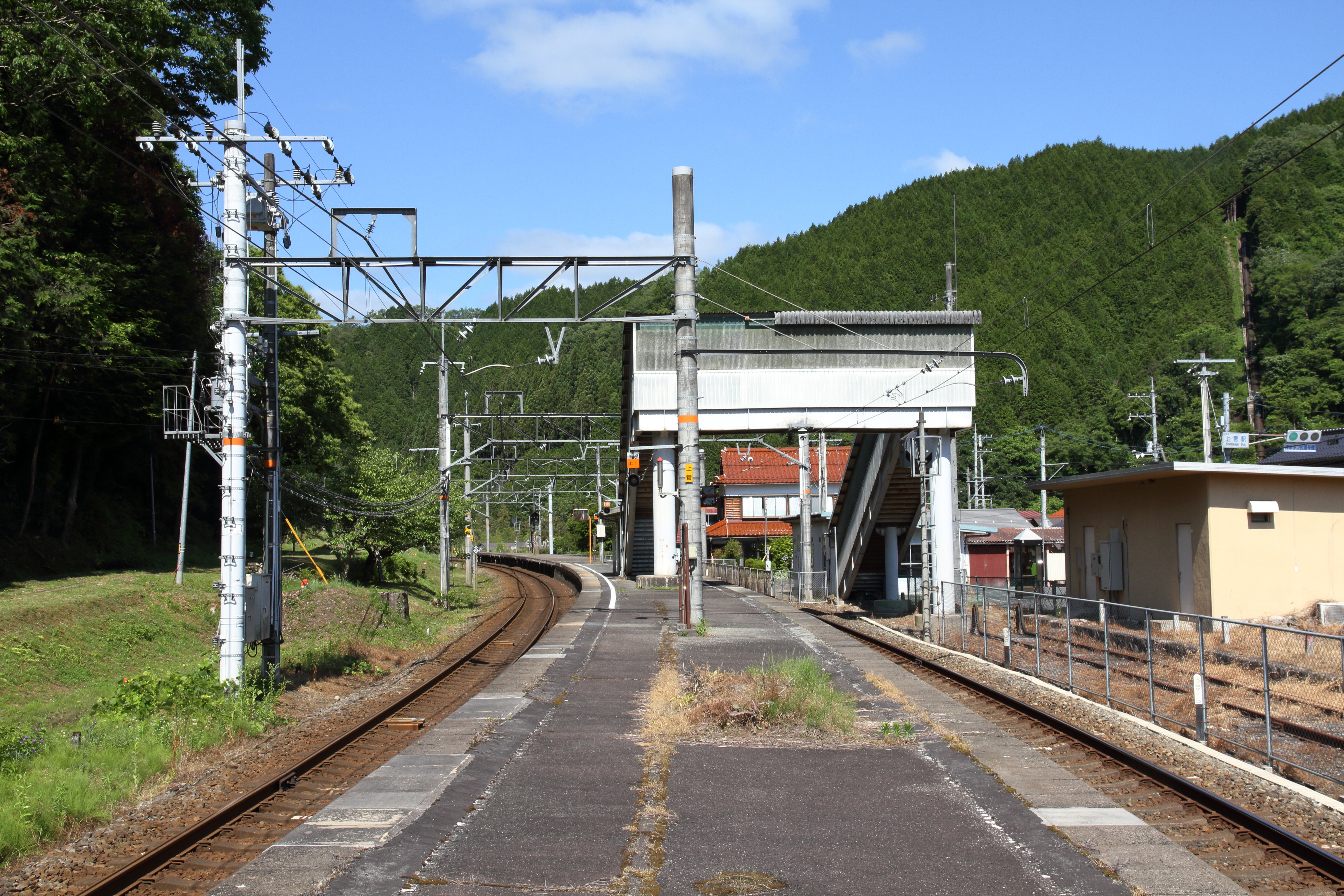
構内（2024年6月）

島式ホーム1面2線を有する列車交換可能な地上駅。駅舎は下り線北側に位置しており、ホームへは跨線橋で連絡している。
米子駅管理の無人駅。自動券売機は無い。以前は跨線橋入口に乗車駅証明書発行機が設置されていた。ICOCA等の交通系ICカードは利用不可。

### のりば
| のりば | 路線   | 方向 | 行先           |
| ------ | ------ | ---- | -------------- |
| 1      | 伯備線 | 下り | 米子方面       |
| 2      | 伯備線 | 上り | 新見・岡山方面 |

※2017年3月時点でホームにのりば番号標が整備されている。駅舎側（下り）を1番のりばとしており、列車運転指令上の番線番号（上りが1番線）とは逆となっている。

## 利用状況
近年の1日平均乗降人員の推移は以下の通り。 
| 乗降人員推移 | 乗降人員推移 |
| 年度         | 1日平均人数  |
| ------------ | ------------ |
| 2012         | 10           |
| 2013         | 12           |
| 2014         | 10           |
| 2015         | 8            |
| 2016         | 10           |
| 2017         | 11           |
| 2018         | 12           |
| 2019         | 14           |
| 2021         | 10           |

## 駅周辺
- 国道180号
- 国道183号

## 隣の駅
西日本旅客鉄道（JR西日本）
 伯備線
生山駅 - 上菅駅 - 黒坂駅